# Zeiserlwagen

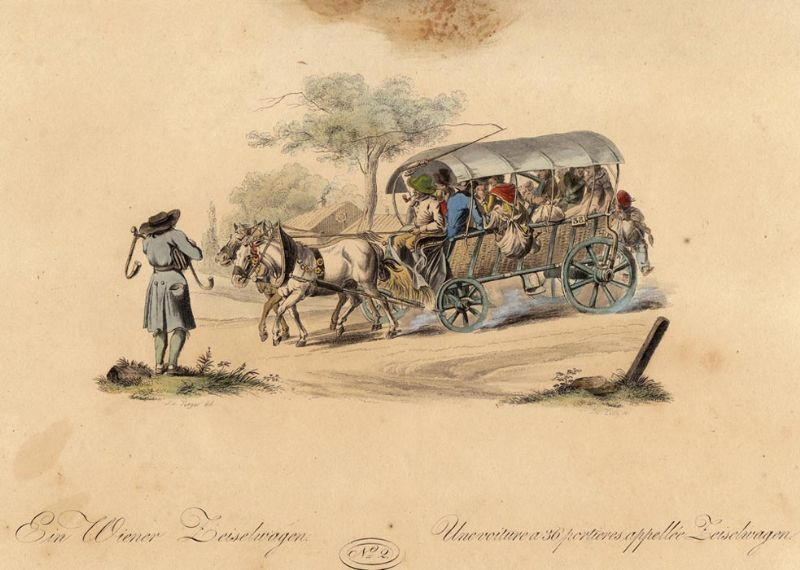
Wiener Zeiserlwagen, um 1800

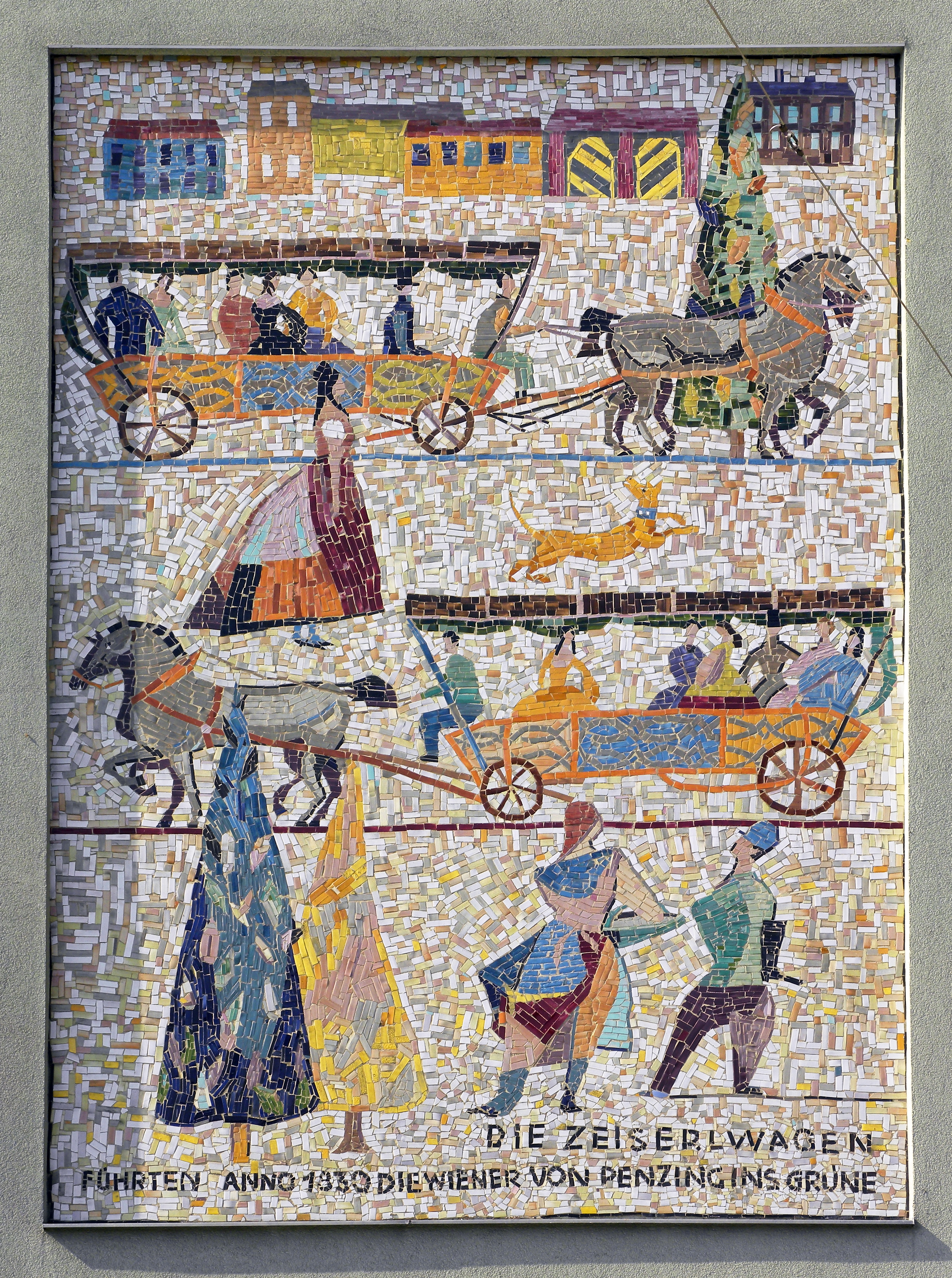
Mosaik „Die Zeiserlwagen führten anno 1830 die Wiener von Penzing ins Grüne“

Der Zeiserlwagen, auch Zeiselwagen, war ein frühes Wiener Personenbeförderungsmittel des 18. und frühen 19. Jahrhunderts für den Ausflugsverkehr in Wiener Vororte.
Die Wiener Zeiserlwagen sind noch nicht als öffentliche Verkehrsmittel anzusehen, weil sie keinen einsehbaren Fahrplan hatten. Es handelte sich um Leiterwagen bäuerlicher Art, die durch quer gelegte Sitzbretter für den Personentransport nutzbar gemacht wurden und allenfalls einfach (mit Rohrdecken) zum Schutz vor Witterungseinflüssen überdacht waren.
Zeiserlwagen durften nur außerhalb des Linienwalls verkehren. Es gab Interessenskonflikte mit den Landkutschern und den Postkutschern, die Zeiserlwagen setzten sich aber aufgrund ihres günstigen Preises durch. Die Zeiserlwagen mussten mit einer alljährlich zu erneuernden Lizenz ausgestattet sein. Sie wurden schließlich durch die von Pferden gezogenen „Stellwagen“ (auch „Gesellschaftswagen“) verdrängt, die – als erstes planmäßig verkehrendes Wiener Verkehrsmittel mit bestimmten Routen und Haltestellen – ab dem Jahr 1815 im Einsatz waren.
In einem Wanderführer aus dem Biedermeier, dem Werk „Wien’s Umgebungen auf zwanzig Stunden im Umkreise“ von Adolf Schmidl aus 1835, wird ein besonderer Gesellschaftswagen beschrieben, der von Hütteldorf abfuhr:
Von hier fährt der Gesellschaftswagen ab, dessen Unternehmer auf den Gedanken kam, seinen Kunden die lange und langweilige Fahrt durch ein Trompetenspielwerk zu verkürzen, welches er in einem der Wagen anbringen ließ. Man kann denken, welches Aufsehen in dem musikalischen Wien dieser ‚musikalische Gesellschaftswagen‘ verursachte! Übrigens darf der Spaß erst außer der Linie losgehen.